# DC–3
A DC–3 a Douglas Aircraft Company által kifejlesztett kétmotoros, alsószárnyas, teljesen fémépítésű utas- és teherszállító repülőgép.

## Története
Első repülését 1935. december 17-én hajtotta végre, napra pontosan 32 évvel a Wright fivérek első motoros repülését követően. A DC–3-as ma is talán a legismertebb oldtimer típus. A repülőgép sárkányszerkezete hatalmas előrelépést jelentett a korábbiakhoz képest. A főkonstruktőr ugyan Donald Wills Douglas volt, mégis a repülőgép alakját Kármán Tódor magyar származású tudós alkotta meg. A DC–3 elődjének tekintjük a DC–1-est és a DC–2-est is. A DC–1-esből mindössze egy példány készült el, amellyel több USA és világrekordot állítottak fel. A DC-1-est a TWA rendelte, hogy vetélytársa legyen a Boeing 247-esnek és az United Airlinesnek. Ezt követte a DC–2-es, amely erősebb, Wright R–1820-as kilenchengeres motorokat kapott, az utasférőhelyek számát megnövelték 12-ről 14 főre, valamint a törzset is kis mértékben meghosszabbították. Ebből a típusból 156 db-ot gyártottak. Ezt követte a DC–3-as, amely a korábbiaknál jelentősen nagyobb sikert aratott. 10 655 db-ot gyártottak belőle (licencváltozatok nélkül). Kezdetben a Wright R–1820 Cyclone motort alkalmazták, később tértek át a Pratt & Whitney R–1830-as 14 hengeres kétsoros csillagmotorra.
A típust használták a polgári légiközlekedésben és a légierőnél is. A második világháborúban csapat- és sebesültszállító, katonai teherszállító, célzsákvontató feladatokat látott el. Ritkán bombák ledobására is használták. A típust licencben gyártották a Szovjetunióban kezdetben PSZ–84, majd 1942-től Li–2 típusjelzéssel. A harmincas években Japán is megvásárolta a DC–3 gyártási jogát és 450 db repülőgépet épített Shova L–2D néven. A második világháború kitörésekor fokozták a típus gyártását, mert a légierőnek egyre nagyobb szüksége volt a szállító gépekre. A háború alatt két fő altípusa alakult ki, a teherszállító C–47 Skytrain, és a sebesült és csapatszállító C–53 Skytrooper. A legyártott repülőgépek többsége C–47 volt. Nagy Britanniának is szállították a típust, itt a hivatalos neve Dakota volt. A háború után feleslegessé váltak a repülőgépek, ezért ezeket „fillérekért” adták el a légitársaságoknak. Ezekben az időkben a DC–3 és a Li–2 szinte minden légitársaság flottájában megtalálható volt. A Maszovlet (1954-től Malév) főként a Li–2 típust használta, de egy DC–3-asa is volt, amely a HA–TSA lajstromjelet viselte. Ez a repülőgép 1961. augusztus 6-án sétarepülés közben dugóhúzóba esett és Zuglóban lezuhant. A katasztrófában 30 ember vesztette életét.
Az eredeti DC–3 gyártását 1945-ben fejezték be. A negyvenes évek végén egy új típust mutatott be a Douglas Aircraft: ez volt a Super DC–3, amelyen számos fejlesztést hajtottak végre. PL: a repülőgép teljesen behúzható futóművet kapott. A gép azonban nem váltotta be a hozzá fűzött reményeket és a programot törölték 105 gép elkészülte után. Az Egyesült Államokból körülbelül 700 DC–3 sárkányszerkezetet exportáltak a Szovjetunióba. Ezek a gépek szovjet Svecov AS–62 csillagmotorokat kaptak. Ennek a típusnak a TS–62 nevet adták. Az ötvenes években a virágzó légi közlekedésnek köszönhetően a DC–3-asok a kisebb légitársaságokhoz szorultak vissza, mert már nem tudták ellátni az egyre növekvő utasforgalmat. Helyüket a nagyobb teljesítményű négymotoros utasszállító repülőgépek vették át. Ezek közé tartozott a Douglas DC–6 és a DC–7, amelyek szintén legendás repülőgépek. Ennek ellenére a DC–3-asokból még ma is sok repül, főként Afrikában, Ázsiában és Dél-Amerikában, de a fejlettebb országokban is használják őket oldtimer repülőgépekként.

## Műszaki adatok

### Méret- és tömegadatok
- Hossz: 19,7 m
- Fesztáv: 29,0 m
- Magasság: 5,16 m
- Szárnyfelület: 91,7 m²
- Üres tömeg: 8300 kg
- Maximális felszálló tömeg: 11 400 kg

### Motorok
- Motorok száma: 2 db
- Típusa: Wright R–1820 Cyclone kilenchengeres csillagmotor (az 1930 2 db Pratt & Whitney R–1830 Twin Wasp 14 hengeres, 1200 LE-s kétkoszorús csillagmotor)
- Motorteljesítmény:
- Légcsavar: Hamilton Standard 23E50, háromtollú, hidraulikusan állítható légcsavar

### Repülési adatok
- Maximális sebesség: 381 km/h
- Utazósebesség: 240 km/h
- Hatótávolság: 1650 km
- Szolgálati csúcsmagasság: 7300 m
- Emelkedőképesség: 5,73 m/s
- Szárny felületi terhelése: 125 kg/m²

## Lásd még
- Li–2
- 1961-es budapesti légi katasztrófa